# Stride-Piano
Stride-Piano ist ein Solo-Klavierstil aus der Frühzeit des Jazz. Er geht auf den Ragtime zurück, ist im Gegensatz zu diesem aber nicht komponiert, sondern größtenteils improvisiert. Er wurde um 1920 als „Harlem Stride piano“ von Pionieren wie James P. Johnson und Willie The Lion Smith in Harlem kreiert und von Fats Waller zum vorherrschenden Stil des Swing weiterentwickelt.

Stride-Piano-Begleitung in Art Tatums Titel I surrender dear

Beim Stride-Piano übernimmt die linke Hand die Funktion von Bass und Harmonie, indem im Wechsel Oktaven (oder sogar Dezimen) in der tiefen und Akkorde in der Mittellage angeschlagen werden, während die rechte Hand darüber die Melodie spielt bzw. improvisiert. 
Weil der Pianist beim Stride-Spiel dominiert, treten Schlagzeug und Kontrabass als Rhythmus-Instrumente zurück. Die Gruppen umfassten meist nicht mehr als fünf bis sechs Musiker. Nur selten wurde der Stil mit größeren Bands gespielt, z. B. von Teddy Wilson. 
Die Befähigung, Stride zu spielen, ist neben der Übung im Improvisieren zu Teilen auch von der Anatomie der Hände abhängig: nur wenige Pianisten können in jeder Tonart Dezimen spielen, gleich ob mit zwei schwarzen Tasten (relativ einfach), einer weißen und einer schwarzen Taste (schwieriger) oder mit zwei weißen Tasten (schwierig, fehlerhaftes Nachbartastenspiel zu meiden). Exponent des Stride-Spieles war auch Eubie Blake, der aufgrund seiner außergewöhnlich langen Finger Duodezimen spielen konnte.
Art Tatum, als eine Art Vollender des Stils, spielte oft Passagen, die die Dezimen im Bass in Viertelnoten laufen ließen, und verzichtete dabei ganz auf die abwechselnden Akkorde.
Der Terminus „Stride-Piano“ (engl. etwa: Klavierspiel mit großen Schritten) wurde erst später von Kritikern geprägt, wurde aber zur Grundlage für alle folgenden Jazz-Piano-Stile. Ralph Sutton bezeichnete die Spielart als „Harlem Rhythm“.